# Mappemonde de Virga

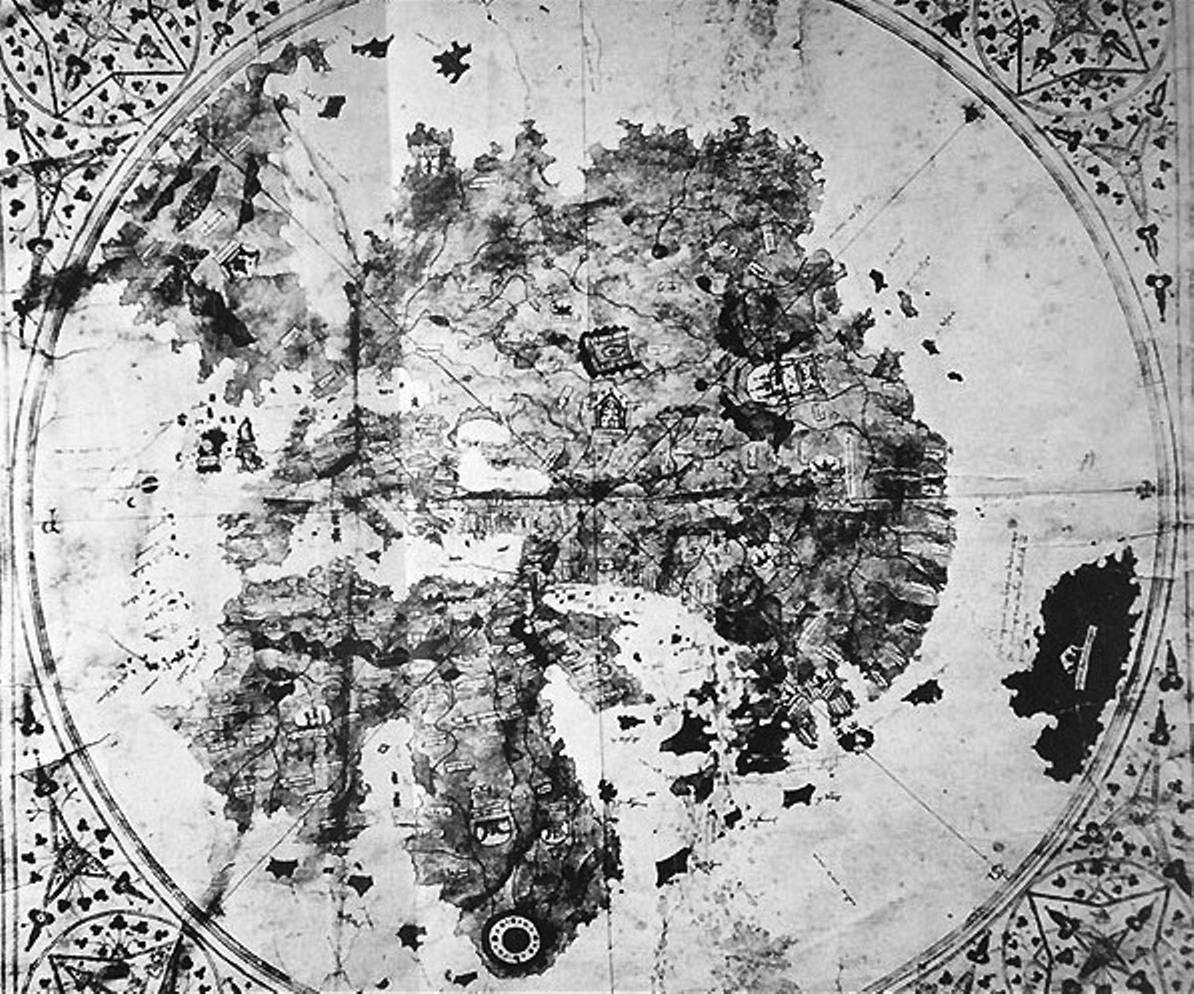
La mappemonde de Virga (1411-1415)

La mappemonde de Virga, réalisée entre les années 1411 et 1415 par Albertin de Virga, indique de façon précise des terres nouvelles notamment l'Australie, soit trois siècles avant l'arrivée de James Cook.
- Les îles Canaries ainsi que les Açores sont représentées.
- La pointe sud du continent africain est indiquée ainsi que le Royaume du prêtre Jean situé en Éthiopie.
- Les rives de l'Océan Indien sont décrites avec notamment l'île de Sri Lanka, le royaume de "Madar" ou Malabar, l'île de Java représentée sous le nom de "Java Magna", enfin le Japon qui figure sous le nom de Cipangu.
- La partie nord de l'Australie (de Courier Bay à l'Ouest jusqu'au Golfe de Carpentarie à l'Est) est représentée avec précision et bien située par rapport au continent asiatique. L'Australie apparaît dans son intégralité.
- La masse continentale située au nord-ouest de la carte représenterait le Groenland et peut-être les côtes nord-est du continent américain.